# Bukowna (Karkonosze)
Bukowna (542 m n.p.m.) – szczyt w Karkonoszach w obrębie Pogórza Karkonoskiego.
Położony jest w północno-wschodniej części Pogórza Karkonoskiego, między Podgórzynem, Przesieką a Sosnówką. Leży w grzbiecie biegnącym od Młynarza poprzez Wierzchnicę, Warzelnię, Bukowną, Lisiurę i kończącym się Podgórzynką.
Zbudowany z granitu karkonoskiego.
Na zboczach liczne skałki.
Porośnięty lasem regla dolnego.